# Giuseppe Edoardo Sansone
Giuseppe Edoardo Sansone (Ascoli Piceno, Marques, 1925 - Roma, 24 de juliol de 2003) fou un filòleg italià, fill de l'italianista i professor a la Universitat de Bari Mario Sansone. Estudià filologia a les universitats de Nàpols, Florència (1948-1949) i Roma (1950), on fou alumne de Salvatore Battaglia i Mario Casella. Abans d'aquests estudis d'especialització s'havia doctorat el 1948 a la Universitat de Gènova. Va ser professor a diverses universitats italianes i també a les universitats de Puerto Rico i Columbia; des de 1950 fou assistent de filologia romànica a Roma i després professor.
A més de traduir obres poètiques a l'italià i produir poesia ell mateix, va treballar en temes de filologia italiana i romànica (p. ex. diversos treballs de poesia trobadoresca) i va editar nombrosos textos medievals. A partir dels anys 50 es va especialitzar en literatura catalana. Va fer edicions crítiques de Reggimento e costumi di donna de Francesco da Barberino (1957); del Lazarillo de Manzanares con otras cinco novelas de Juan Cortés de Tolosa (1974); del Charroi de Nîmes (en el títol italià: Carriaggio di Nîmes), cançó de gesta del segle xii (1969); del Cercapou, atribuït a Francesc Eiximenis (1958); del Llibre de consolació i de consell d'Albertano de Brescia (1965), i de la traducció francesa del Llibre de les bèsties de Ramon Llull (1964). Va traduir a l'italià la poesia de Josep Vicenç Foix i les Elegies de Bierville de Carles Riba.
El 1958 va fundar la col·lecció Biblioteca di Filologia Romanza i el 1997 la revista La Parola del Testo. Rivista internazionale di letteratura italiana e comparata. Fou president de la «Società italiana di Filologia Romanza» i va editar el volum La Filologia romanza in Italia, Bibliografia 1945-1995 (Zauli Editore, Roma 1998), que recull la bibliografia romanística produïda a Itàlia des de la fi de la Guerra Mundial.
Ja el 1963 va rebre el XII premi Enric de Larratea de l'IEC. Fou membre corresponent de l'Acadèmia de Bones Lletres de Barcelona (1959) i des del 1978 presidia l'Associazione Italiana di Studi Catalani. El 1990 fou investit doctor honoris causa per la Universitat de Barcelona i el 1998 fou guardonat amb la Creu de Sant Jordi. Fou nomenat també ciutadà honorari de Capri, on estiuejava.
Una de les seves darreres contribucions als estudis catalans fou l'edició dels dos últims volums de l’Antologia de Poetes Catalans. Un mil·lenni de literatura dirigida per Martí de Riquer el 1997 (De Maragall als nostres dies, volums III i IV).

## Obres
Filologia
- Gli insegnamenti di cortesia in lingua d'oc e d'oïl, Bari 1953
- Studi di filologia catalana, Bari 1963
- Saggi iberici, Bari 1974 (recull d'articles)
- La Nozione di cortesia nei testi didattici di lingua d'Oc, Roma 1975
- Le trame della poesia. Per una teoria funzionale del verso, Florència 1988
- Luoghi del tradurre, Milà 1991
- Scritti catalani di filologia e letteratura, Bari 1994 (recull d'articles)
- (amb Mauro Cursietti i Andrea Giannetti) La filologia romanza in Italia. Bibliografia 1945-1995, Roma 1998
- Verso e testo tra poetica ed ecdotica, Nàpols 2003

Edicions crítiques
- Francesc Eiximenis, Cercapou, 2 vols., Barcelona 1957–1958, 1988
- Francesco da Barberino, Reggimento e costumi di donna, Torí 1957, Roma 1995
- Juan Cortés de Tolosa, Lazarillo de Manzanares. Con otras cinco novelas, Barcelona 1960, Madrid 1974
- Il "Livre des bestes" di Ramon Llull. Traduzione francese anonima del 15. Secolo, Roma 1964
- Albertano da Brescia, Llibre de consolació i de consell, Barcelona 1965
- Mario Casella, Saggi di letteratura provenzale e catalana, Bari 1966
- Il carriaggio di Nîmes. Canzone di gesta del XII secolo, Bari 1969
- Testi didattico-cortesi di Provenza, Bari 1977, 1986
- Silvio Pellegrini, Varietà romanze, Bari 1977
- Carles Riba, Elegie di Bierville, Torí 1977
- Poesia catalana del novecento, Roma 1979
- La poesia dell'antica Provenza. Testi e storia dei trovatori, 2 vols., Parma 1984–1986
- Garcilaso de la Vega, Sonetti, Parma 1988
- I Trovatori licenziosi, Milà 1992
- Poesia d'amore nella Spagna medievale, Milà 1996
- De Maragall als nostres dies, 2 vols., Barcelona 1997 (Antologia de Poetes Catalans. Un mil·lenni de literatura, ed. Martí de Riquer, vols. 3 i 4)
- Carlo del Nero, La dama sanza merzede. Volgarizzamento del 15. secolo da Alain Chartier, Roma 1997
- Raffaele Capozzoli, Don Chisciotte della Mancia ridotto in versi napoletani, Nàpols 1998
- Alain Chartier, La bella dama senza pietà, Florència 1998
- Poesia catalana del Medioevo. Antologia, Novara 2001
- Diorama lusitano. Poesie d'amore e di scherno dei trovatori galego-portoghesi, Milà 1990, 2001
- (amb Giulio Cura Curà) Giovanni Villani, Roma 2002
- Carles Duarte, Ponente sull'orlo. Poesie scelte, Novara 2002
- (amb Mauro Cursietti) Cronisti medievali, Roma 2003

Creació poètica
- Immutate stagioni, Milà 1946
- Parabolare, Roma 1978
- Uomo in mare (1978–1982), Manduria 1983
- Discanto, Casier 1991
- Fiore di pietra, Milà 1996
- Nel breve incontro, Roma 1998
- L'inquieta relazione, Verona 2000
- I segni infranti, Novara 2001